# Gradiente adiabático

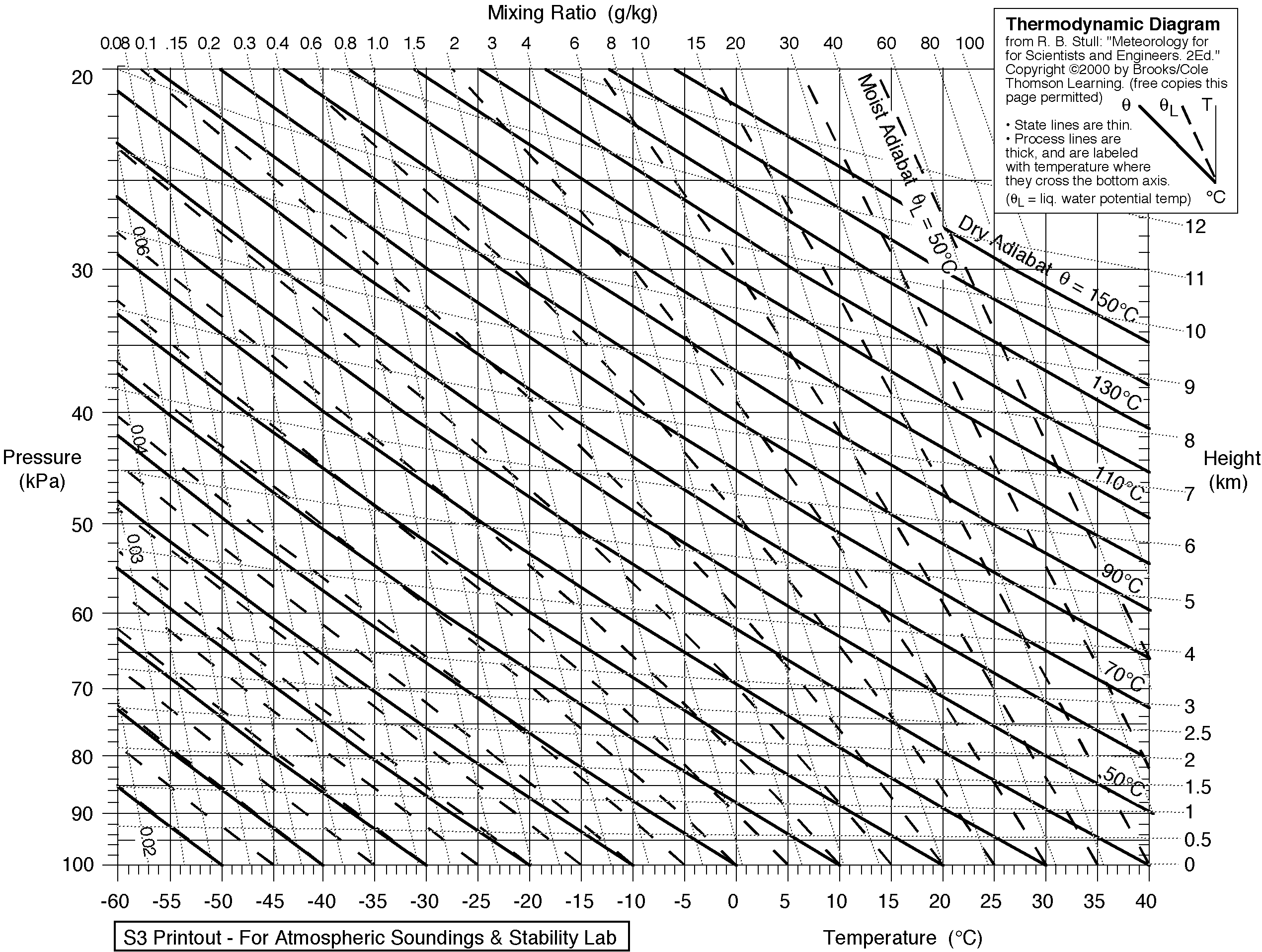
Diagrama mostrando o gradiente adiabático (linha contínua) e o gradiente saturado (linha tracejada), de acordo com a pressão e a temperatura.

O gradiente adiabático é a variação de temperatura que ocorre nas massas de ar em movimento vertical. Se a condensação de vapor de água não ocorrer, este gradiente é denominado seco e é de aproximadamente -10 °C a cada 1000 metros de elevação. Quando ocorre condensação de vapor de água, o gradiente é denominado saturado e é de -5 °C para cada 1000 m.